# 五彩文鸟
五彩文鸟（学名：Lonchura quinticolor），是梅花雀科文鸟属的一种，分布于东帝汶和印度尼西亚。该物种的保护状况被评为无危。
五彩文鸟的栖息地包括亚热带或热带的（低地）干燥疏灌丛、牧草地、耕地、亚热带或热带的（低地）干草原、灌溉地、乡村花园和亚热带或热带的湿润山地林。